# سیارک ۱۷۹۷۶۴
سیارک ۱۷۹۷۶۴ (به انگلیسی: 179764 Myriamsarah، نامگذاری:2002SC) صد و هفتاد و نه هزار و هفتصد و شصت و چهارمین سیارک کشف شده‌است که در ۱۶ سپتامبر ۲۰۰۲ کشف شد.